# Irma Sèthe
Irma Sèthe (Brussel·les, 27 d'abril de 1876 - Nova York, 12 de maig de 1958) fou una violinista i pedagoga belga.
Nascuda el 1876, va ser introduïda en el món musical per la seva mare i, als cinc anys, va començar el seu aprenentatge amb Ottomar Jokisch. El 1885 va continuar les seves classes de violí amb el músic alemany August Wilhelmj. El 1890 va ser admesa al Conservatori reial de Brussel·les. Entre els seus amics d'aleshores hi havia Guillaume Lekeu i Mathieu Crickboom. El 1898 es va instal·lar a Berlín amb el seu marit, el filòsof Samuel Saenger, i va tocar amb l'Orquestra Filharmònica de Berlín. Va tenir dues filles: Elisabet i Magdalena. Del 1894 al 1911 va col·laborar amb molts artistes: Marguerite Swale, Gustav Schreck, Alfred Reisenauer, Paul Ludwig, Isidor Georg Henschel, Henry Bird, Eleanor King, Louis Hillier, Waldemar Lütschg i Erna Klein.
Va deixar d'actuar en públic a l'inici de la Primera Guerra Mundial. El 1941 va deixar Europa amb el seu marit per unir-se a la seva filla petita. Després de la mort del seu marit el 1944, va patir una depressió. Acollida per la seva filla gran Elisabeth a Nova York, va morir l'any 1958 als 82 anys, deixant enrere el violí que utilitzava de nena, que va ingressar a la col·lecció de la Biblioteca Reial de Bèlgica el juny de 2022.